# Canal 13 (San Juan)
El Canal 13 de San Juan, es un canal de televisión abierta argentino que transmite desde la ciudad de San Juan. El canal se llega a ver en parte del Gran San Juan y zonas aledañas. Es operado por Tiempo de San Juan SRL.

## Programación
Actualmente, parte de la programación del canal consiste en transmitir contenidos de origen informativo, entre ellos se destacan Buen día Día (noticiero de la mañana), Todos vivos (noticiero de la tarde), Es lo que hay (programa político) y Depormix (programa deportivo).